# Gerlache Inlet
Das Gerlache Inlet ist eine 6 km breite Bucht an der Scott-Küste des ostantarktischen Viktorialands. Sie liegt im nordwestlichen Teil der Terra Nova Bay vor den Northern Foothills unmittelbar südlich des Mount Browning. Nach Osten wird sie durch die Zunge des Campbell-Gletschers begrenzt.
Die Benennung erfolgte offenbar bei der Discovery-Expedition (1901–1904) unter der Leitung des britischen Polarforschers Robert Falcon Scott. Namensgeber ist der belgische Polarforscher Adrien de Gerlache de Gomery (1866–1934).